# Fanny Blankers-Koen
Fanny Blankers-Koen rođena kao Francina Elsje Koen (Lage Vuursche, Nizozemska, 26. travnja 1918. - Hoofddorp, 25. siječnja 2004.) je bila nizozemska atletičarka, četverostruka olimpijska pobjednica.
Atletska karijera Fanny Blankers-Koen je počela 1935. godine, da bi već na Olimpijskim igrama u Berlinu 1936. godine nastupala za Nizozemsku, tada bez zapaženijih rezultata. Uslijedile su teške godine Drugog svjetskog rata za vrijeme kojih je Blankers-Koen u dalje trenirala i nastupala kada je bilo moguće i to s uspjehom. Tih godina je oborila više svjetskih rekorda u nekoliko disiciplina: skok u dalj, skok u vis, sprinterske discipline, niske prepone. Nakon rata je rodila kćer, ali je vrlo brzo nastavila s treninzima.
Vrhunac karijere je Blankers-Koen doživjela na Olimpijskim igrama u Londonu 1948. godine, kada je briljirala u svim utrkama, te osvojila četiri zlatne medalje. Stekla je svjetsku slavu, te dobila nadimak 'leteća kućanica'. Natjecala se i na Igrama u Helsinikiju 1952. u dobi od 34 godine, ali je odustala u jedinom finalu koje je dohvatila, u trci 80 m prepone. 
Ukupno je u karijeri osim četiri olimpijska zlata imala i pet naslova europske prvakinje, a rušila je ili izjednačavala svjetske rekorde 12 puta.
Nakon natjecateljske karijere bila je voditelj nizozemske atletske reprezentacije.